# Карл VI Габсбург
Карл VI Габсбург (нім. Karl VI, лат. Carolus VI; 1 жовтня 1685 — 20 жовтня 1740) — імператор Священної Римської імперії з 17 квітня 1711 року, останній нащадок Габсбургів за прямою чоловічою лінією. Король Богемії з 17 квітня 1711 року (коронація 5 вересня 1723 року, вступив на престол під ім'ям Карл II), король Угорщини з 17 квітня 1711 року (вступив на престол під ім'ям Карл III), титулярний король Галичини та Володимирії і претендент на іспанський престол (як Карл III).

## Претензії на іспанську корону
Народився у Відні. Другий син імператора Леопольда I та Елеонори Пфальц-Нойбурзької. Коли згасла іспанська гілка Габсбургів (1700), Карл виступив претендентом на престол Іспанії (див. Війна за іспанську спадщину).
1703 року був відписаний Взаємний пакт про престолонаслідування — угода щодо престолонаслідування (спадкоємства трону), таємно підписаний ерц-князями Йосифом І та Карлом.
Проголошений 1703 року у Відні «Карлом III Іспанським», він вирушив 1704 року до Іспанії, за допомогою каталонців узяв Барселону й Валенсію, у 1706 році витримав облогу Барселони. У вересні 1710 року йому вдалось за допомогою сильних підкріплень з Австрії та завдяки успіхам графа Старемберга вступити до Мадриду, але невдовзі його знову було загнано до невеличкого північно-західного кута півострова.

## Царювання
17 квітня 1711 року помер його брат імператор Священної Римської імперії Йосиф I, і Карл, що успадкував його німецькі землі, повернувся до Німеччини; в грудні 1711 року він отримав імператорську корону. Залишений союзниками та слабо підтримуваний імперськими чинами, Карл у 1714 році був змушений підписати Раштаттський мир з Францією, за яким до нього відійшли Неаполь, Мілан та Іспанські Нідерланди.
Більш вдало йшла війна з Туреччиною. Під проводом принца Євгена австрійські війська здобули переконливі перемоги при Петервардейні й Белграді. За Пассаровицьким миром 1718 року Австрія отримала Темеський банат, Північну Сербію з Белградом, частину Боснії та Волощини. Честолюбні плани іспанської королеви Єлизавети Фарнезе та її улюбленця Хуліо Альбероні викликали у 1718 році союз чотирьох держав — Франції, Англії, Голландії та імператора; іспанці були змушені визнати австрійські права на Італію, причому Карл вигідно обміняв у Савойї острів Сицилію за Сардинію.

## Прагматична санкція
Щоб зберегти нероздільно за своїми нащадками австрійські володіння, Карл 19 квітня 1713 року видав «прагматичну санкцію», яка за відсутності чоловічого нащадка віддавала всю монархію жіночій лінії нащадків Карла. У цей час у Карла ще не було дітей; за три роки у нього народився син, який невдовзі помер, а потім народжувались тільки дочки. Більшість держав спочатку не хотіли висловлюватись на користь санкції. Лише 1725 року Карлу вдалось домогтись згоди Іспанії, потім, з приводу складеної проти нього та Іспанії Герренгаузенської угоди, залучити на свій бік Росію в серпні 1726 року й Вустергаузенською угодою 1726 року відхилити Пруссію від її герренгаузенського союзника, визнавши за нею право на Берг. З іншого боку, Франція та Англія залучили на свою сторону Голландію, Данію та Швецію. Суассонський конгрес не досягнув згоди; Іспанія перейшла на бік Франції. До політичних розладів приєднались економічні. Заснована в Остенде Східна торгова компанія посилено заохочувалась Карлом, який дуже цікавився підйомом торгівлі й промисловості — й це тільки збільшувало неприязнь морських держав, що вбачали океанську торгівлю як свою монополію. Напружене становище тривало декілька років; нарешті у 1731 році відбулась угода, яка гарантувала прагматичну санкцію з боку Англії та Голландії в обмін на знищення Остендської торгової компанії.

## Війна за польську спадщину (1733—1735)
Франція все ще залишалась ворожою до Карла і скористалась із вакантності польського престолу у 1733 році для відновлення війни з Австрією. Росія та Австрія висловились на користь саксонського курфюрста Августа III Фрідріха; Франція, Іспанія та Сардинія хотіли доставити престол Станіславу I Лещинському, тестю Людовика XV. У війні, що спалахнула після цього, французькі війська зайняли Мілан й усю Ломбардію до Мантуї, іспанське військо оволоділо Неаполем та Сицилією; на берегах Рейну були завойовані Кель, Філіпсбург й уся Лотарингія. За попередньою угодою у Відні 1735 року (остаточно мир було укладено лише 1738 року) Карл домігся визнання прагматичної санкції і отримав Парму та П'яченцу, але пожертвував Неаполем, Сицилією та деякими округами Мілана, так само як цілком відмовився від Лотарингії, яку віддали Станіславу Лещинському й по його смерті вона мала відійти до Франції.

## Війна з Османською імперією
Не менш невдалим був Карл у війні з Османською імперією. Австрія втратила за Белградським миром (вересень 1739), за винятком Банату, майже всі свої надбання, отримані за Пассаровицьким (Пожаревацьким) миром. Карл помер 20 жовтня 1740 року й залишив монархію своїй 23-річній дочці Марії-Терезії.

## Родина
Дружина — Єлизавета Христина Брауншвейг-Вольфенбюттельська (1691-1750), дочкою герцога Людвіга Рудольфа.
Діти:
- Ерцгерцог Леопольд Йоганн (1716) — помер у віці кількох місяців,
- Марія-Терезія (1717-1780) — імператриця, дружина Франца Стефана Лотаринзького,
- Марія Анна (1718-1744) — дружина Карла Александра Лотаринзького,
- Марія Амалія (1724-1730) — померла у віці шести років.